# Wieseth
Wieseth est une commune de Bavière (Allemagne), située dans l'arrondissement d'Ansbach et le district de Moyenne-Franconie.

## Géographie

Situation de Wieseth (en rouge) dans la communauté administrative de Dentlein (en violet) et dans l'arrondissement d'Ansbach

Wieseth est située sur la rivière Wieseth, affluent de l'Altmühl, à 12 km à l'est de Feuchtwangen et à 17 km au sud d'Ansbach, le chef-lieu de l'arrondissement.
La commune fait partie de la communauté administrative de Dentlein am Forst.

### Quartiers
| - Ammonschönbronn - Beckenmühle - Deffersdorf - Forndorf - Häuslingen - Höfstetten - Lölldorf | - Mittelschönbronn - Schlötzenmühle - Untermosbach - Wieseth - Zimmersdorf - Zirndorf |

## Histoire
Wieseth a appartenu à la principauté d'Ansbach, est devenue prussienne en 1792, puis a été intégrée au royaume de Bavière en 1806.

## Démographie
| 1910 | 1933 | 1939 | 2003  | 2009  |
| ---- | ---- | ---- | ----- | ----- |
| 778  | 824  | 824  | 1 427 | 1 420 |